# Paraarchaediscus
Paraarchaediscus es un género de foraminífero bentónico considerado un sinónimo posterior de Archaediscus de la subfamilia Archaediscinae, de la familia Archaediscidae, de la superfamilia Archaediscoidea, del suborden Fusulinina y del orden Fusulinida. Su especie tipo era Paraarchaediscus dubitabilis. Su rango cronoestratigráfico abarcaba el Viseense inferior (Carbonífero inferior).

## Discusión
Algunas clasificaciones más recientes hubiesen incluido Paraarchaediscus el Suborden Archaediscina, del Orden Archaediscida, de la Subclase Afusulinana y de la Clase Fusulinata.

## Clasificación
Paraarchaediscus incluía a las siguientes especies:
- Paraarchaediscus dubitabilis †
- Paraarchaediscus ninae †
- Paraarchaediscus pachyteca †
- Paraarchaediscus pauxilus †
- Paraarchaediscus preconvexus †